# Балка Арцизька
Ба́лка Арци́зька — балка (річка) в Україні у Болградському районі Одеської області. Ліва притока річки Чаги (басейн Чорного моря).

## Опис
Довжина балки приблизно 11,67 км, найкоротша відстань між витоком і гирлом —11,04 км, коефіцієнт звивистості річки — 1,06. Формується декількома струмками та загатами. На деяких ділянках балка пересихає.

## Розташування
Бере початок на південно-західній стороні від села Вознесенка Перша. Тече переважно на південний захід через північну частину міста Арциз і впадає в річку Чагу, ліву притоку річки Когальника.

## Цікаві факти
- У місті Арциз балку перетинає автошлях Т 1627[2] (автомобільний шлях територіального значення в Одеській області. Проходить територією Білгород-Дністровського та Болградського районів через Сарату — Арциз — Бессарабське — Серпневе 1. Загальна довжина — 73,5 км.).
- На балці існують газгольдери та газові свердловини[1].